# Кинокава (река)
Кинокава (яп. 紀の川 Кинокава), в верховьях — Йосино (яп. 吉野川) — река в Японии на острове Хонсю, в регионе Кансай. Протекает по территории префектур Вакаяма и Нара.
Исток реки находится под горой Одайгахара (大台ヶ原山, высотой 1695 м), в центральной части полуострова Кии. Река течёт по равнине Кии и впадает в пролив Кии (Внутреннее Японское море). Основными притоками реки являются Таками, Нюгава, Нюкава и Кисигава (貴志川). В устье реки расположен важный порт Вакаяма.
Длина реки составляет 136 км, на территории её бассейна (1750 км²) проживает около 670 тыс. человек. Согласно японской классификации, Кинокава является рекой первого класса. Расход воды составляет 37,4 м³/с.
Около 84 % бассейна реки занимают горы, около 15 % — равнины. На 2014 год около 75 % бассейна реки занимают леса, около 16 % — сельскохозяйственные земли (из них 6 % — рисовые поля), около 9 % застроено (в основном в низовьях).
Бассейн реки вытянут с востока на запад. Северная часть бассейна реки сложена осадочными породами, включающими в себя песчаник, аргиллит и конгломерат. Южная часть сложена метаморфическими породами, например, серпентином и сланцами, покрытыми аллювиальными отложениями. В реку попадает большое количество меди из бывших медных шахт. Река загрязнена, качество воды не соответсттвует японским стандартам.
В бассейне реки распространены горячие источники, вода из них относится к типу Арима с высоким содержанием лития.